# Alfred Courmes
Alfred Louis Courmes (* 21. Mai 1898 in Bormes-les-Mimosas; † 8. Januar 1993 in Paris) war ein französischer Maler der Moderne. Er zählt zu den bedeutendsten Vertretern des Realismus in den 1920er/1930er Jahre in Frankreich. Sein Name wird ebenfalls mit dem Surrealismus in Verbindung gebracht, zu dessen wichtigen Vertretern er gerechnet wird. Courmes setzte sich vornehmlich mit der Malerei der Renaissance, der christlichen Mythologie und der Homosexualität auseinander. Aufgrund seiner provokativen Reflexion dieser Inhalte wurde er auch als „Der Engel des Schlechten Geschmacks“ (französisch: l’ange du mauvais goût) bezeichnet. Zu seinen bekanntesten Werken zählen das Porträt von Peggy Guggenheim, die er 1926 porträtieren durfte, sowie die Gemälde mit dem Heiligen Sebastian als zum Teil nackten Heiligen in homosexueller Ikonographie dargestellt: St. Sébastien von 1934 und Ex voto à St. Sébastien von 1935.

## Leben
Alfred Courmes wurde als Sohn einer Offiziers und Großgrundbesitzerfamilie in der Nähe von Toulon, in Bormes-les-Mimosas geboren. Zu Anfang seiner Schulzeit besuchte er einige religiöse Bildungsinstitutionen, anschließend ein Gymnasium in Monaco. Aufgrund seines kränklichen Zustandes musste er oft Sanatorien besuchen. In einem traf er 1919 dort den Kubisten Roger de La Fresnaye, der ihn mit nach Paris nahm und dort unterrichtete. Zwischen 1922 und 1925 wohnt Courmes in Le Lavandou. 1927 zog er nach Belgien. Dort studierte er die niederländischen Alten Meister und trat in Verbindung mit James Ensor, Constant Permeke und Félix Labisse. Ab dem Jahr 1925 stellte er regelmäßig in den progressiven Salons Paris’ aus. 1930 verlegt er seinen Wohnsitz endgültig in die französische Hauptstadt. Der Höhepunkt seiner Karriere beginnt mit dem Ankauf zweier Gemälde im Jahre 1935: Das Museum of Modern Art in New York erwarb das Gemälde Saint-Sébastien à l’écluse Saint-Martin und der französische Staat, das sich heute im Musée National des Beaux-Arts d’Alger befindliche Werk Couple à Bicyclette. Ein Jahr darauf wurde ihm der Prix Paul Guillaume für sein provokatives Gemäldes Ex voto a St. Sébastien verliehen. Dies zog weitere Folgeaufträge nach sich: so erteilte ihm der französische Staat 1937 den Auftrag eine Malerei für den Pavillon de Sèvres für die Pariser Weltausstellung zu gestalten. Ein Jahr darauf beauftragte man Courmes ein monumentales, 120 m² großes Wandbild für die französische Botschaft in Ottawa zu gestalten, das er 1939 fertiggestellt hat und die „Freuden der Franzosen“ darstellen sollte.
Mit dem Ausbruch des Zweiten Weltkrieges verringerten sich seine künstlerischen Aktivitäten. In dieser Zeit weitete er seine Aktivitäten als Dozent und Lehrer für verschiedene Organisationen aus. Bei dieser Gelegenheit traf er unter anderem auf Pablo Picasso, Georges Braque und Fernand Léger.
Nach dem Krieg stellte Courmes zusammen mit seinem Freund Clovis Trouille und René Magritte sowie Paul Delvaux auf der Exposition surréaliste de Lille aus. Es folgten viele weitere Ausstellungen. 1973 wurde die erste Monografie über ihn veröffentlicht. Er liegt in Boissy-Saint-Léger begraben.

## Werk
Alfred Courmes Œuvre ist geprägt von unterschiedlichen Kunststilen verschiedener Epochen. Ab 1919 fing er an seine eigene Handschrift zu entwickeln: in diesem Jahr traf er auf den Kubisten Roger de La Fresnaye, von dessen postkubistischen Ideen und neoklassizistischen Theorien er sich inspirieren ließ. Diese erste Werkphase endete um 1925. Als wichtigstes Zeugnis seiner beginnenden Auseinandersetzung mit der Renaissance datiert das Porträt seiner Schwester von 1921 und Peggy Guggenheims von 1926. In der bis ca. 1929 andauernden, jedoch schleichend in den Surrealismus übergehende Periode, integriert Courmes Influenzen niederländischer und französischer Alter Meister, wie zum Beispiel Rembrandt, Raffael, Mantegna oder Perugino. Mit dem Beginn seines surrealen Abschnittes, fing Courmes an die Christliche Mythologie und Homosexualität malerisch zu reflektieren, zum Teil auch beide Themenbereiche in einem Gemälde zu kombinieren. Als Resultat dieser Überlegungen entstanden zum Beispiel die Gemälde mit dem Heiligen Sebastian, der nackt, angezogen in matrosentypischen Kleidungsstücken, um die homosexuelle Konnotation zu verdeutlichen, wie das Gemälde von 1934 zeigt, seine Geschlechtsteile dem Betrachter vorführt. Damit ironisierte er die Religion und führte diese ad absurdum. Nach dem Ende des Zweiten Weltkrieges, verstärkt ab den 60er Jahren, griff er das Mittel der Ironisierung wieder auf und baut in den Gemälden als Neuerung Elemente aus der Werbung ein. In dieser Zeit entsteht auch das Gemälde Pneumatique salutation d’Angélique, ein Bibendum grüßende Jungfrau Maria. Ab Ende der 70er Jahre kehrte verstärkt eine Auseinandersetzung mit antiker römischer und griechischer Mythologie in seinen Gemälden ein.
Bis auf seine Porträts – abgesehen von den Heiligendarstellungen – sowie Landschaften, sind seine Arbeiten immer sexuell konnotiert an der Grenze zur Pornographie, was insbesondere in der Kombination mit den Maria-, Jesus- und Heiligendarstellungen zur heftigen Polarisation seines Schaffens beim Kunstpublikum führte. Während die einen seine Intention und Darstellung als „einfallslos und flach“ empfanden, lobten ihn die anderen wiederum für seine zynische Betrachtung von Religiosität.

## Auszeichnungen
- 1936 zusammen mit Pierre Tal-Coat: Prix Paul Guillaume für das Gemälde Ex-voto à St. Sébastien
- 1978: Prix Dumas-Millier verliehen vom Institut de France
- 1978: Prix Panique verliehen von Roland Topor
- 1991: Ritter der französischen Ehrenlegion

## Ausstellungen

### Retrospektiven
Neben Retrospektivschauen in den Museen der Städte Poitiers und Issoudun, widmeten ihm folgende Institutionen eine Retrospektivausstellung:
- 1979: Musée de Grenoble, Grenoble
- 1989: Musée d’Art et d’Industrie, Roubaix
- 1989: Centre Georges Pompidou, Paris

### Einzelausstellungen
- 1927: Galerie du Montparnasse
- 1986: Les gravures, Galerie Berggruen, Paris
- 2003: Alfred Courmes et son pays, Musée Arts et Histoire de Bormes-les-Mimosas

### Ausstellungsteilnahmen
Neben Teilnahme am Salon des Indépendants, Salon d’Automne und Salon des Tuileries seit 1925 und von 1957 an im Salon du Mai, wurden Werke von ihm unter anderem auch in folgenden Ausstellungen gezeigt:
- 1937: L’art français contemporain, Preußische Akademie der Künste, Berlin
- 1938: The Pittsburgh international exhibition of contemporary art, Carnegie Museum of Art
- 1965: Biennale von São Paulo
- 1972: Douzes ans d’art contemporain en France, Galeries nationales du Grand Palais
- 1976: Mythologies Quotidiennes, Musée d’art moderne de la Ville de Paris
- 1979: French Art, Serpentine Gallery
- 1980: Les Réalismes entre révolution et réaction 1919–1936, Centre Georges Pompidou
- 1981: Realismus – Zwischen Revolution und Reaktion 1919–1936, Staatliche Kunsthalle Berlin
- 1991: 1920’s: The Age of Metropolis, Musée des beaux-arts de Montréal
- 1998: Peggy Guggenheim: A Celebration, Peggy Guggenheim Collection, Venedig
- 2009: Ingres et les modernes, Musée Ingres, Montauban
- 2010: Chaos and Classicism: Art in France, Italy and Germany, 1918–1936, Solomon R. Guggenheim Museum, New York

## Werke in Museen
Werke von ihm befinden sich im Besitz zahlreicher wichtiger internationale sowie nationale Museen und Privatsammlungen. Dazu gehören unter anderem:
- Centre Georges-Pompidou
- Musée National d’Art Moderne, Paris
- Musée Carnavalet, Paris
- Musée National des Beaux-Arts d’Alger
- Musée National de la Coopération Franco-Américaine, Château de Blérancourt
- Musée d’Art naïf et d’Arts singuliers, Burg Laval
- Musée départemental de l’Oise, Beauvais
- Musée des Années Trente, Boulogne-Billancourt
- Museum of Modern Art, New York